# گنروکو ریوران
گنروکو ریوران (به ژاپنی: 元禄繚乱) نام یک مجموعه تلویزیونی تاریخی و سی و هشتمین سری از فیلم‌های مجموعه تلویزیونی تایگا است. این مجموعه توسط ان‌اچ‌کی در سال ۱۹۹۹ میلادی پخش شده‌است. داستان این مجموعه در مورد زندگی اُوایشی یُوشیئو است و نقش اُوایشی یُوشیئو （۱۶۵۹–۱۷۰۳) توسط ناکامورا کانزابورو هیجدهم ایفا می‌شود. اُوایشی یُوشیئو رهبر چهل و هفت رونین بود.

## خلاصه داستان
در این فیلم کاروی قلمروی آکو، اُوایشی یُوشیئو، مردی علاقمند به بازی و عبوس است که «نور روز» نامیده می‌شود. با این حال، او شخصیتی دوستانه دارد و مهارت خود را در میانجیگری‌های مختلف بین اربابان و قلمروهای فئودال نشان داده و از محبوبیت بالایی برخوردار است و ارباب او، آسانو ناگانوری، اعتماد به نفس بالایی دارد.
آشوب شدیدی در چنین قلمروی آرام آکو به وقوع پیوست. ارباب آنان در راهروی بزرگ کاج به کیرا یوشیناکا با شمشیر زخم زد - این حادثه زندگی پیر سالخورده را به شدت تغییر داد. طبق حکم شوگون دیوانه توکوگاوا تسونایوشی و خادم او، یاناگیساوا یوشی‌یاسو، آسانو ناگانوری در همان روز سپوکو انجام داد، در حالی که قربانی حادثه، کیرا مقصر شناخته نشد.
حکم شوگون، که قانون مجازات هر دو طرف دعوا را نادیده می‌گرفت، جنبش را در قلمروی آکو به انتقام کیرا افزایش داد. اُوایشی یُوشیئو که قلمروی آکو را در این زمان کنترل می‌کرد، در جهت اینکه برادر کوچکتر آسانو ناگانوری، دایگاکو هیروشی را به عنوان ارباب جدید تعیین کند و بازسازی خاندان را توسط شوگون‌سالاری تحقق بخشد فعالیت می‌کرد. با این حال قلمروی آکو با نقشه یاناگیساوا یوشی‌یاسو از بین رفت و همه سامورایی‌های خادم ارباب قبلی عزت خود را از دست داده و رونین شدند.
اُوایشی یُوشیئو قصد داشت تا با کشتن کیرا به شوگون سالاری اعتراض کند و ضمن پنهان کردن اهداف خود منتظر فرصت مناسب بود. از طرف دیگر، یاناگیساوا به بهانه انتقام رونین‌ها از خاندان کیرا با اوئه‌سوگی تسونانوری پسر کیرا که در خاندان اوئه‌سوگی به فرزندخواندگی پذیرفته شد، درگیر شده و قصد دارد ۵۷۰٬۰۰۰ ککو دارایی خاندان اوئه‌سوگی و شعبه اصلی خاندان آسانو در قلمروی هیروشیما را تصرف کند. ایروبه یاسوناگا، ملازم اصلی قلمروی یونه‌زاوا و در خدمت خاندان اوئه‌تسوگی، به نقشه یاناگیساوا یوشی‌یاسو پی می‌برد و برای جلوگیری از گرفتن انتقام توسط رونین‌های آکو سخت تلاش می‌کند.
پس از آن یک نبرد شدید و پر از توطئه توسط یاناگیساوا یوشی‌یاسو و اُوایشی یُوشیئو و ایروبه یاسوناگا آغاز می‌شود.